# لاورنس اسکلار
لارنس اسکلار (به انگلیسی: Lawrence Sklar)؛ (زاده ۲۵ ژوئن ۱۹۳۸) یک فیلسوف آمریکایی است. او مدرس فلسفه کارلگوستاو همپل و ویلیام فرانکنا، استاد ممتاز دانشگاه در دانشگاه میشیگان است.

## تحصیلات و شغل
اسکلار در سال ۱۹۳۸ در بالتیمور، مریلند به‌دنیا آمد و در کالج ابرلین (کارشناسی، ۱۹۵۴–۱۹۵۸) و دانشگاه پرینستون (کارشناسی ارشد و دکترا، ۱۹۵۹–۱۹۶۴) تحصیل کرد و در آن‌جا با هیلاری پاتنم کار کرد.
او از سال ۱۹۶۲ تا ۱۹۶۶ در کالج سوارثمور ابتدا به‌عنوان مربی و سپس به‌عنوان استادیار کار کرد. سپس تا سال ۱۹۶۸ به‌عنوان استادیار در دانشگاه پرینستون کار کرد. از سال ۱۹۶۸ نیز در دانشگاه میشیگان بوده‌است، جایی که اکنون استاد ممتاز دانشگاه است.
او کرسی استادی دانشگاه ایلینوی (۱۹۶۳)، دانشگاه پنسیلوانیا (۱۹۶۸)، دانشگاه هاروارد (۱۹۷۰)، دانشگاه کالیفرنیا، لس‌آنجلس (۱۹۷۳) و دانشگاه ایالتی وین (۱۹۷۷) را داشته‌است.

## کار فلسفی
اسکلار در فلسفه فیزیک تخصص دارد و به طیف وسیعی از مسائل از موضعی نزدیک می‌شود که در آن نسبت به بسیاری از نتایج متافیزیکی که در علوم فیزیکی گرفته می‌شود، بسیار شکاک است. او از اصل «MIMO :metaphysics in, metaphysics out» دفاع می‌کند و ادعا می‌کند که بسیاری از محتوای متافیزیکی نظریه‌های تفسیرشده در علوم خاص از مفروضات متافیزیکی ناشی می‌شود.

## جوایز و افتخارات
- سیگما شی (انجمن افتخاری تحقیقات علمی)[۳]
- انجمن فی بتا کاپا، ۱۹۵۷
- فیزیک و شانس انتخاب‌شده توسط «انتخاب: بررسی‌های جاری برای کتابخانه‌های دانشگاهی» به‌عنوان کتاب دانشگاهی برجسته در فلسفه علم برای سال ۱۹۹۵
- همکار، آکادمی هنر و علوم آمریکا
- سخنرانی‌های جان لاک در فلسفه، ۱۹۹۸، دانشگاه آکسفورد
- رئیس انجمن فلسفی آمریکا، بخش مرکزی، ۰۱–۲۰۰۰
- رئیس انجمن فلسفه علم، ۰۸–۲۰۰۷

## آثار برگزیده
- فضا، زمان و فضا-زمان (انتشارات دانشگاه کالیفرنیا، ۱۹۷۴) (جایزه ماچت را از انجمن فلسفی آمریکا به‌عنوان کتاب برجسته فلسفی برای ۱۹۷۳–۱۹۷۴ اعطا کرد)
- فلسفه و فیزیک فضا-زمان (انتشارات دانشگاه کالیفرنیا، ۱۹۸۵)
- فلسفه فیزیک (انتشارات دانشگاه آکسفورد، ۱۹۹۲)
- فیزیک و شانس: مسائل فلسفی در مبانی مکانیک آماری (انتشارات دانشگاه کمبریج، ۱۹۹۳) (برنده جایزه لاکاتوش در فلسفه علم برای سال ۱۹۹۵)
- نظریه و حقیقت: نقد فلسفی در علم بنیادی (انتشارات دانشگاه آکسفورد، ۲۰۰۰) (بر اساس سخنرانی‌های جان لاک در آکسفورد)
- فلسفه و مبانی دینامیک (انتشارات دانشگاه کمبریج، ۲۰۱۳)